# Jørgen Strand Larsen
Jørgen Strand Larsen (Halden, 6 februari 2000) is een Noors voetballer die doorgaans speelt als aanvaller. Hij verruilde Celta de Vigo in juli 2025 voor Wolverhampton Wanderers, dat hem in het voorgaande seizoen al huurde. Strand Larsen debuteerde in 2020 als international in het Noors voetbalelftal.

## Clubcarrière

### Sarpsborg 08

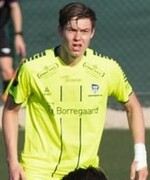
Strand Larsen met Sarpsborg 08 FF in 2019

Strand Larsen speelde in de jeugdopleidingen van Kvik Halden FK en Sarpsborg 08 FF en een jaar op huurbasis in die van AC Milan. Hij debuteerde in 2017 in het eerste elftal van Sarpsborg, in de Eliteserien. Nadat hij daar in zijn eerste jaren af en toe mee mocht doen, kwam hij in 2019 in 23 speelronden in actie.

### FC Groningen
Strand Larsen speelde ook de eerste helft van het Noorse seizoen 2020 voor Sapsborg en tekende in september 2020 voor FC Groningen. Dat betaalde ruim een miljoen euro voor hem.. Hij werd hier in zowel seizoen 2020/21 als 2021/22 clubtopscorer. Hij scoorde in dat laatste jaar tegen onder meer Ajax, Feyenoord en twee keer tegen Go Ahead Eagles.

### Celta de Vigo
Strand Larsen begon ook nog met Groningen aan seizoen 2022/23, maar tekende in september 2022 voor Celta de Vigo. Dat betaalde ruim 11 miljoen euro voor hem, exclusief bonussen. Hiermee werd hij de duurste uitgaande transfer ooit voor FC Groningen.

### Wolverhampton Wanderers
Op 2 juli 2024 werd Strand Larsen voor een jaar verhuurd aan Wolverhampton Wanderers, dat een verplichting tot koop had aan het einde van het seizoen voor 30 miljoen euro.

## Clubstatistieken
| Seizoen        | Club                      | Competitie       | Competitie | Competitie | Beker | Beker | Internationaal | Internationaal | Totaal | Totaal |
| Seizoen        | Club                      | Competitie       | Wed.       | Dlp.       | Wed.  | Dlp.  | Wed.           | Dlp.           | Wed.   | Dlp.   |
| -------------- | ------------------------- | ---------------- | ---------- | ---------- | ----- | ----- | -------------- | -------------- | ------ | ------ |
| 2017           | Sarpsborg 08 FF           | Eliteserien      | 3          | 0          | 3     | 3     | –              | –              | 6      | 3      |
| 2018           | Sarpsborg 08 FF           | Eliteserien      | 6          | 0          | 0     | 0     | 5              | 0              | 11     | 0      |
| 2019           | Sarpsborg 08 FF           | Eliteserien      | 23         | 4          | 3     | 1     | –              | –              | 26     | 5      |
| 2020           | Sarpsborg 08 FF           | Eliteserien      | 16         | 2          | 0     | 0     | –              | –              | 16     | 2      |
| 2020/21        | FC Groningen              | Eredivisie       | 31         | 9          | 1     | 0     | 1              | 0              | 32     | 9      |
| 2021/22        | FC Groningen              | Eredivisie       | 32         | 14         | 3     | 3     | –              | –              | 35     | 17     |
| 2022/23        | FC Groningen              | Eredivisie       | 4          | 1          | 0     | 0     | –              | –              | 4      | 1      |
| 2022/23        | Celta de Vigo             | Primera División | 32         | 4          | 3     | 1     | –              | –              | 35     | 5      |
| 2023/24        | Celta de Vigo             | Primera División | 37         | 13         | 2     | 0     | –              | –              | 39     | 13     |
| 2024/25        | → Wolverhampton Wanderers | Premier League   | 29         | 11         | 3     | 0     | –              | –              | 32     | 11     |
| Carrièretotaal | Carrièretotaal            | Carrièretotaal   | 176        | 46         | 16    | 8     | 6              | 0              | 237    | 66     |

Bijgewerkt tot en met 9 april 2025.

## Interlandcarrière
Strand Larsen maakte deel uit van alle Noorse nationale jeugdselecties vanaf Noorwegen –16. Hij nam met Noorwegen –17 deel aan het EK –17 van 2017 en met Noorwegen –19 aan het EK –19 van 2019. Strand Larsen debuteerde op 18 november 2020 in het Noors voetbalelftal. Bondscoach Leif Gunnar Smerud gaf hem toen een basisplaats in een wedstrijd in de UEFA Nations League tegen Oostenrijk (1–1). Het duurde daarna twintig maanden voor zijn tweede interland mocht spelen. Strand Larsen maakte op 7 september 2023 zijn eerste doelpunt voor het nationale elftal. Hij maakte toen de 3–0 in een met 6–0 gewonnen oefeninterland tegen Jordanië.